# Глизе 3634
Глизе 3634 (GJ 3634) — одиночная звезда в созвездии Гидры на расстоянии приблизительно 67 световых лет (около 20,4 парсек) от Солнца. Видимая звёздная величина звезды — +11,926m.
Вокруг звезды обращается, как минимум, одна планета.

## Характеристики
Глизе 3634 — красный карлик спектрального класса M2, или M2,5V, или M2,5. Масса — около 0,458 солнечной, радиус — около 0,43 солнечного, светимость — около 0,02 солнечной. Эффективная температура — около 3252 K.

## Планетная система
В 2011 году группой астрономов, работающих в рамках проекта HARPS, было объявлено об открытии планеты GJ 3634 b. Минимальная масса планеты составляет 7 ± 0,9 масс Земли. Планета обращается вокруг своей звезды по слабоэллиптичной орбите с большой полуосью 0,0287 ± 0,001 а.е. Вероятность транзита этой планеты составляет примерно 7 %, однако транзита обнаружено не было.
Авторы открытия полагают, что GJ 3634 b является аналогом транзитной планеты GJ 1214 b, иначе говоря, является лёгким «нептуном» — планетой, имеющей преимущественно ледяной состав с примесью скальных пород, окружённой протяженной водородно-гелиевой атмосферой, на долю которой приходится несколько процентов массы планеты.